# Rotièr
Rotièr (en francès Routier) és un municipi francès situat al departament de l'Aude i a la regió d'Occitània.